# Torsjön (Enslövs socken, Halland)
Torsjön är en sjö i Halmstads kommun i Halland och ingår i Nissans huvudavrinningsområde.